# Кейзер, Томас де
Томас де Кейзер (нидерл. Thomas de Keyser; 1597, Амстердам, Республика Соединённых провинций — 7 июня 1667, Амстердам) — голландский живописец-портретист и архитектор (мастер-каменщик) Золотого века искусства Голландии. Сын выдающегося архитектора и скульптора амстердамской школы Хендрика де Кейзера. До 1630-х годов он был самым востребованным портретистом в Нидерландах, пока великий Рембрандт не затмил его популярность. Его живопись в свою очередь оказала воздействие на Рембрандта, и многие картины де Кейзера некоторое время приписывали самому Рембрандту.

## Биография
Де Кейзер родился и умер в Амстердаме, столице Голландии. Он был членом большой семьи художников, сыном архитектора Хендрика де Кейзера и братом архитекторов Питера и Виллема де Кейзеров.
По данным Нидерландского института истории искусств, Томас де Кейзер был учеником Корнелиса ван дер Воорта. Находился под влиянием творчества таких мастеров, как Рембрандт и Дирк Халс. Работал в Амстердаме. Наряду с Рембрандтом, братьями Халс (Дирком и Франсом) и Бартоломеусом ван дер Хелстом, часто упоминается в качестве выдающегося портретиста голландской школы живописи.
В 1622 году Томас и Питер стали членами Гильдии Святого Луки. В 1626 году художник женился на Махтельт Андрис, дочери ювелира. В 1640-х годах Томас де Кейзер как портретист столкнулся с сильной конкуренцией со стороны Рембрандта. Из-за отсутствия заказов он некоторое время был вынужден заниматься торговлей строительным камнем и только позднее смог снова обратиться к живописи. В 1640 году он женился второй раз и жил в Линденграхте в Йордане. У пары было пятеро детей, крещённых как протестанты.
С 1662 года и до своей смерти в 1667 году Томас де Кейзер руководил строительством новой ратуши Амстердама по проекту архитектора Якоба ван Кампена (позднее здание Королевского дворца). Он был похоронен в церкви Зёйдеркерк в Амстердаме, как и его отец, которую тот и построил.

## Творчество
Помимо портретов Томас де Кейзер писал картины на исторические и мифологические сюжеты. Согласно энциклопедии «Британника» «его портретная живопись полна характера и мастерски обработана, и часто отличается богатым золотым сиянием цвета и рембрандтовской светотенью. Некоторые из его портретов выполнены в натуральную величину, но художник обычно предпочитал выполнять их в значительно меньшем масштабе, как знаменитые четыре амстердамских бургомистра, собравшиеся для приема Марии Медичи в 1638 году».
Самой большой коллекцией картин де Кейзера обладает Рейксмюсеум в Амстердаме. Его работы можно также увидеть в Лувре в Париже, в Метрополитен-музее в Нью-Йорке, в Эрмитаже в Санкт-Петербурге и в Национальной галерее в Лондоне.
Современником художника был Томас Герриц де Кейзер (Утрехт, 1597—1651), его двоюродный брат и каменщик, член палаты риториков и актёр.

## Галерея

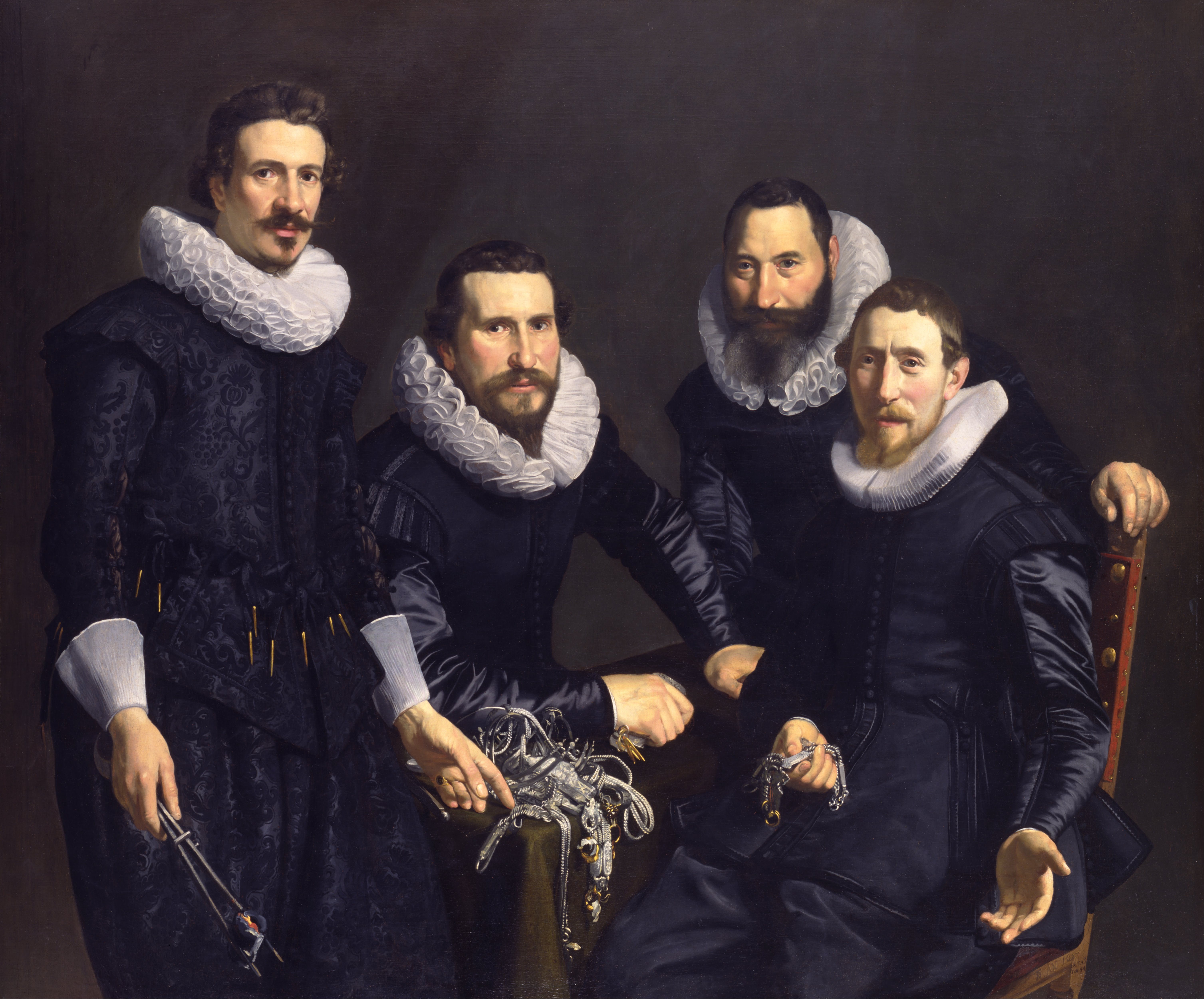
Синдики амстердамской гильдии ювелиров. Групповой портрет. 1627. Холст, масло. Музей искусств, Толидо. Огайо, США
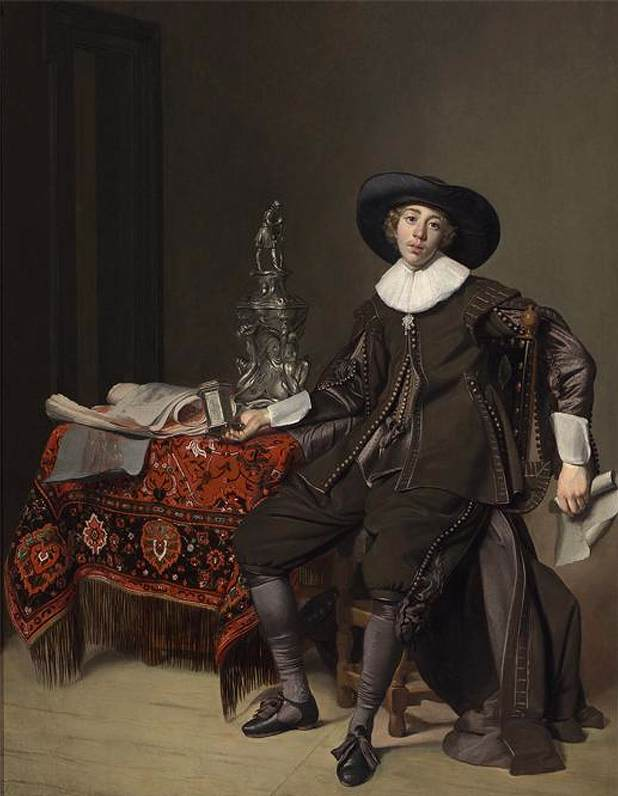
Портрет ювелира. 1630. Дерево, масло. Частное собрание
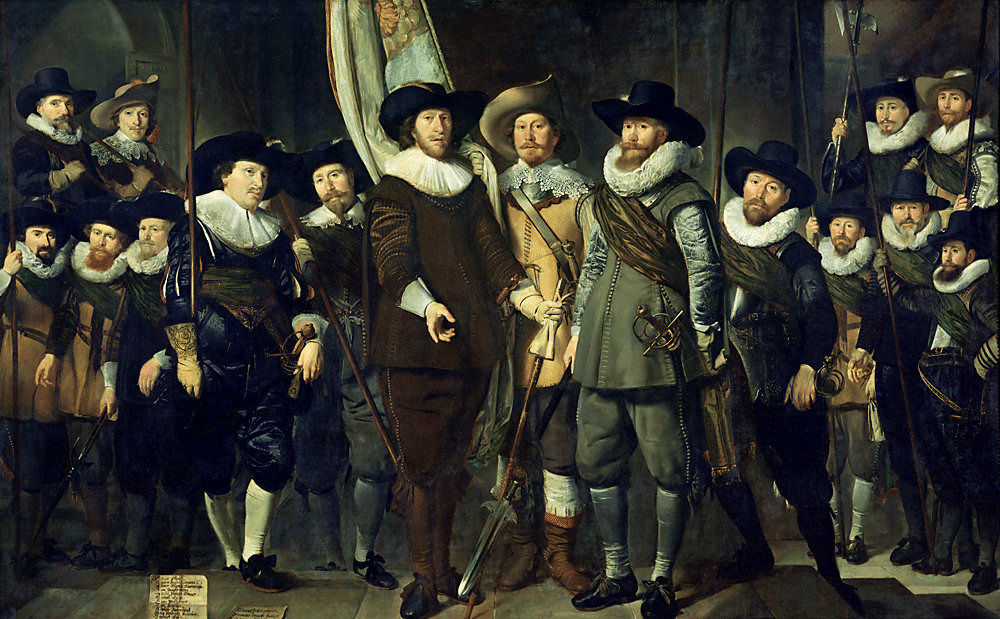
Рота капитана Алларта Клока. 1632. Холст, масло. Рейксмюсеум, Амстердам
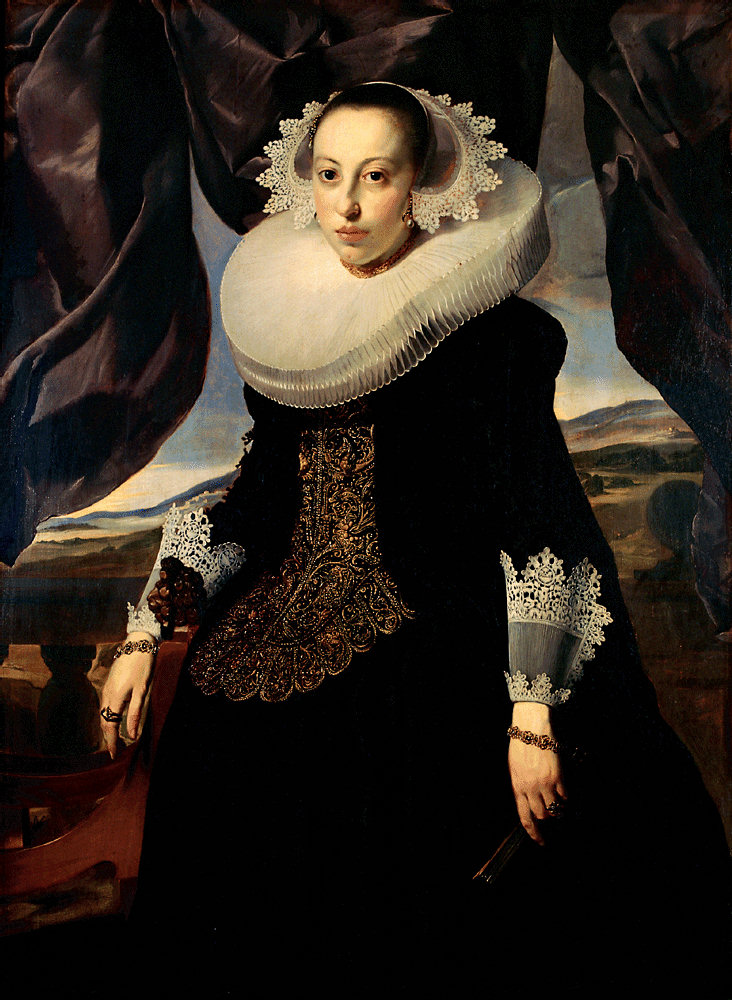
Портрет дамы. 1640-е гг. Дерево, масло. Музей Массе, Тарб. Франция
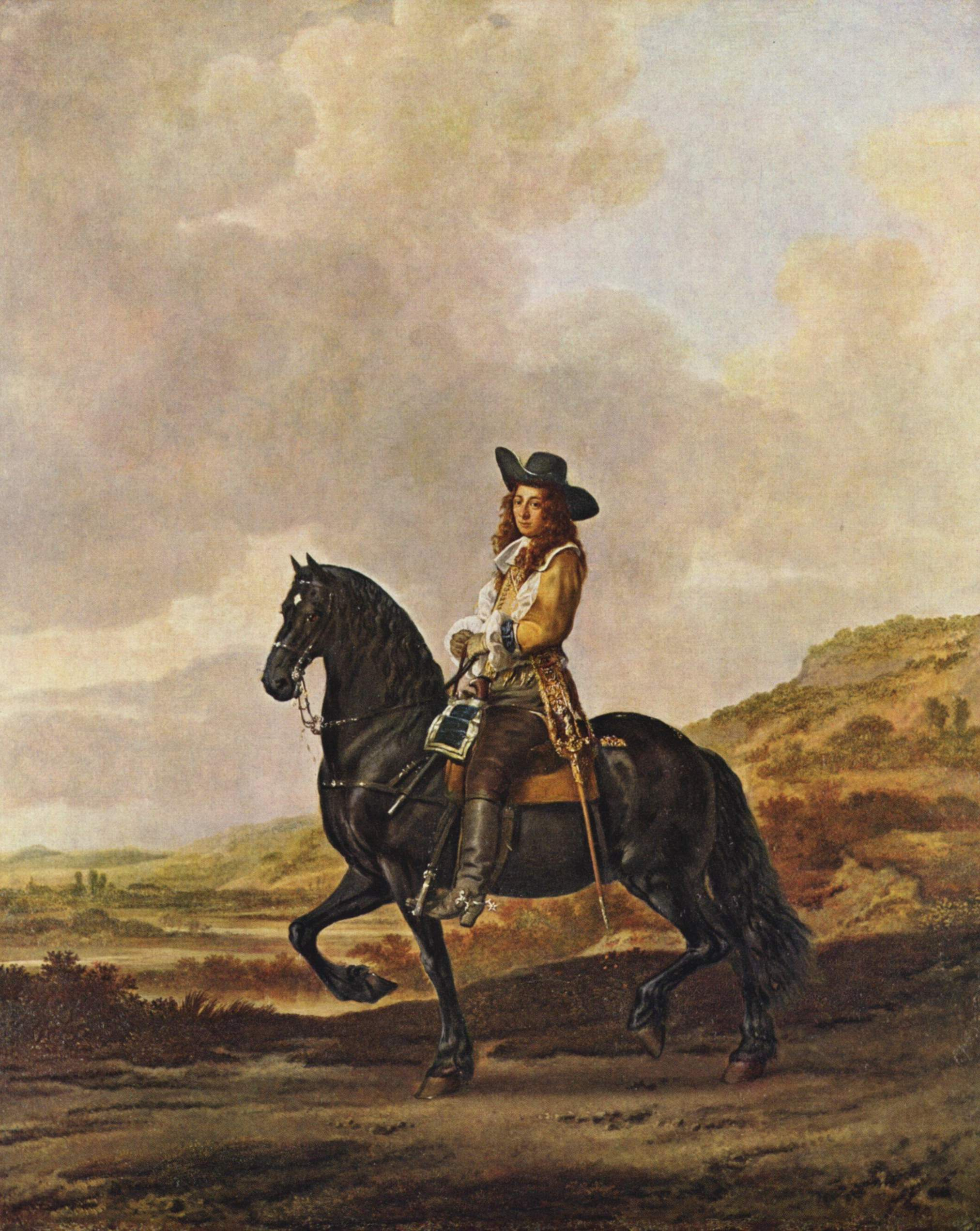
Портрет Питера Шута. 1660. Медь, масло. Рейксмюсеум, Амстердам